# Maurice Dayet
Maurice Dayet (* 1889; † 1973) war ein französischer Diplomat, zuletzt im Rang eines Botschafters.

## Leben
Der Vater von Maurice Dayet war André Dayet. Maurice Dayet wurde am 12. März 1936 Erster Sekretär an der französischen Botschaft in Moskau.
Maurice Dayet heiratete am March 1922 Elizabeth Margaret Miller.
Maurice Dayet heiratete am 23. November 1938 Eileen Mary Jacob.
1941 war Maurice Dayet in London und führte mit José Joaquim de Lima e Silva Moniz de Aragão (* 12. Mai 1887 in Rio), dem Botschafter der Regierung in Brasilien Verhandlungen.
Maurice Dayet wurde am 17. August 1943 vom Comité national français zum Botschafter in Lima ernannt.
1954 wurde Mauriche Dayet in den Ruhestand versetzt und beschäftigte sich mit Archäologie.
1956 löste Mauriche Dayet Jean Mazard als Präsident der Societe Francaise de Numismatique ab.

## Veröffentlichungen
- La renaissance économique de l'Allemagne, 1922
- Un Révolutionnaire franc-comtois: Pierre-Joseph Briot, Paris, 1960